# Переправненское сельское поселение
Переправненское сельское поселение — муниципальное образование в составе Мостовского района Краснодарского края России.
В рамках административно-территориального устройства Краснодарского края ему соответствует Переправненский сельский округ.
Административный центр — станица Переправная.
Сельское поселение образовано законом от 16 сентября 2004 года.

## Население
| 2010  | 2012  | 2013  | 2014  | 2015  | 2016  | 2017  |
| ----- | ----- | ----- | ----- | ----- | ----- | ----- |
| 3920  | ↘3904 | ↗3953 | ↗3956 | ↘3952 | ↘3945 | ↘3907 |
| 2018  | 2019  | 2020  | 2021  | 2023  |       |       |
| ↘3870 | ↘3853 | ↗3854 | ↘3370 | ↘3357 |       |       |

## Населённые пункты
В состав сельского поселения (сельского округа) входят 5 населённых пунктов:
| № | Населённый пункт | Тип населённого пункта | Население (чел.) |
| - | ---------------- | ---------------------- | ---------------- |
| 1 | Переправная      | станица                | ↗3261            |
| 2 | Центральный      | хутор                  | ↗285             |
| 3 | Свободный Мир    | хутор                  | ↘180             |
| 4 | Красный Гай      | хутор                  | ↗85              |
| 5 | Дятлов           | хутор                  | ↘109             |